# Sancho Manuel de Vilhena
Pour les articles homonymes, voir Manoel et Vilhena (homonymie).
Sancho Manoel de Vilhena, comte de Vila Flor (1610 - 1677), est un militaire portugais.
Il participa à plusieurs batailles en Europe centrale et combattit les Hollandais au Brésil entre 1638 et 1640. Pendant la guerre de Restauration portugaise, il fut nommé général et participa à la défense de Beira. Sa plus grande victoire fut celle de la bataille d'Ameixial en 1663.
Il est le père d'António Manoel de Vilhena, le 66e grand maître de l'ordre de Saint-Jean de Jérusalem.